# Мазуренко Володимир Іванович
Мазуренко Володимир Іванович — український політик. Народився 1 грудня 1954р.
Кол. народний депутат України.
Н. 01.12.1954 (с.Антонівка, Березівський р-н, Одеська обл.); укр.; батько Іван Сергійович (1928-1969) і мати Ганна Никанорівна (1928-1994) - колгоспники; дружина Олена Олексанривна (1979); діти Максим (1989), Олександр (2002), Іван (2004), Катерина (2008), Володимир (2010)
Осв.: Міжнародний інститут управління, бізнесу та права (м.Новочеркаськ, 1996), економіст-фінансист.
03.2006 канд. в нар. деп. України від "Опозиційного блоку НЕ ТАК!", N 20 в списку.
Народний депутат України 4 склик. 04.2002-04.2006, виб. окр. N 142, Одес. обл., самовисування. За 27.71%, 13 суперн. На час виборів: нар. деп. України, член Політичної партії "Трудова Україна". Чл. фракції СДПУ(О) (05.2002-04.06), секретар Ком-ту з питань законодавчого забезпечення правоохоронної діяльності (06.2002-04.06).
Народний депутат України 3 склик. 03.1998-04.2002, виб. окр. N 141, Одес. обл. На час виборів: голова правл. ЗАТ "Ринок "Північний", чл. АПУ. Чл. фракції ПЗУ (05.1998-12.99), чл. групи "Трудова Україна" (з 12.1999). Секр. Ком-ту з питань законодавчого забезпечення правоохоронної діяльності та боротьби з орг. злочинністю і корупцією (07.1998-02.2000), чл. Ком-ту з питань законодавчого забезпечення правоохоронної діяльності (з 02.2000).
1969-73 - учень, Одеський технікум залізничного транспорту. 
1973-75 - служба в армії. 
1975-76 - механік рефрижераторного поїзда, Каховське рефрижераторне депо ст. Нова Каховка Одес. залізниці. 
1976-89 - робітник, Одес. з-д радіально-свердлувальних верстатів; заст. нач. транспортного цеху, Одес. плодоовочева база; механік, ст. "Сортувальна" Одес. залізниці. 
1989-96 - голова, кооператив "Шахтар"; дир., МПП "ВМВ", м.Одеса. 
1996-98 - дир., голова правл., ЗАТ "Ринок "Північний", м.Одеса.
Чл. Політради СДПУ(О).
Кавалер орденаЗв заслуги3ст
Володіє анґл. мовою.
Захопл.: туризм.кав